# 전인도 트리나물 회의
전인도 트리나물 회의(영어: All India Trinamool Congress)는 인도의 중도 좌파 정당이다. 현재는 창립자이자 현재 서벵골주의 장관인 마마타 바네르지가 당을 지휘하고 있다. 2019년 총선에서는 하원에서 22석을 차지하며 원내 제5당의 지위를 굳혔다.

## 같이 보기
- 인도의 정당